# Réserve de chasse du Kalahari central
La réserve de chasse du Kalahari central (en anglais : central kalahari game réserve ) , appelée aussi CKGR est une aire protégée située dans le désert du Kalahari au Botswana. 

## Histoire
La réserve de chasse du kalahari central est créée en 1961 pour offrir aux tribus San un espace où pratiquer la chasse dans le respect des traditions, la réserve est fermée au public jusque dans les années 1980 à 1990. Dans l'optique de développer le tourisme, le gouvernement du Botswana a autorisé la construction de lodges à l'intérieur et sur la périphérie du parc.

## Géographique
La réserve de chasse du Kalahari central est un paysage semi-désertique situé au centre du désert de Kalahari,  au milieu du Botswana avec une superficie de 5 235 474 ha. Son paysage se compose des vastes plaines, des dunes de sables, et des marais salants .parc est le plus grand domaine protégé d'Afrique.

## Faune et flore
La réserve abrite de nombreuses espèces d'animaux telles que le Springbok, l'Oryx gazelle ou la girafe ,Antilope , outardes,  des aigles et des vautours et est célèbre pour avoir été un lieu d'étude pour la Hyène brune. Bien qu'inclus dans l'aire de répartition du Chat à pieds noirs, la présence de ce petit félin n'est pas confirmée dans cette réserve.
On trouve des arbustes qui servent d'ombre et de nourriture pour les animaux comme: camelthorn, shepherd’s tree,  blackthorn ainsi que des herbes graminées .Pendant la saison de pluie, le paysage est couvert par des tapis de fleurs sauvages

Carte de la réserve de chasse du Kalahari central